# 石川県道38号輪島浦上線
石川県道38号輪島浦上線（いしかわけんどう38ごう わじまうらかみせん）は、石川県輪島市を通る県道（主要地方道）である。

## 概要
山間部を越えて輪島市街地と門前地区を結ぶ国道249号に対し、外浦海岸を通るコースとなっている。大沢地区では沿道の家々にたてられた間垣（重要文化的景観）を見ることができる。
起点より、北上する。輪島崎の付け根を西に進み、海岸線にそって西に進む。上大沢町から、男女滝川に沿って山間部に入る。男女滝（なめたき）の前を経て、峠を越え、終点に至る。

### 路線データ
- 起点：石川県輪島市釜屋谷町1字2番2地先（漆芸美術館前交差点・国道249号交点）
- 終点：石川県輪島市門前町浦上16字32番1地先（国道249号交点）

## 歴史
- 1960年（昭和35年）10月15日：鳳至郡門前町（現・輪島市門前町）濁池から輪島市鳳至町石浦までを「石川県道濁池輪島線」と路線認定。
- 1977年（昭和52年）1月14日：「濁池輪島線」を廃止。同時に現区間を「石川県道輪島浦上線」として新たに路線認定。
- 1993年（平成5年）5月11日 - 建設省から、県道輪島浦上線が輪島浦上線として主要地方道に指定される[1]。

## 路線状況

### 重複区間
- 国道249号（輪島市釜屋谷町・漆芸美術館前交差点 - 輪島市鳳至町・稲荷町交差点）
- 石川県道266号五十洲亀部田線（輪島市上山町 - 輪島市門前町濁池）

## 地理

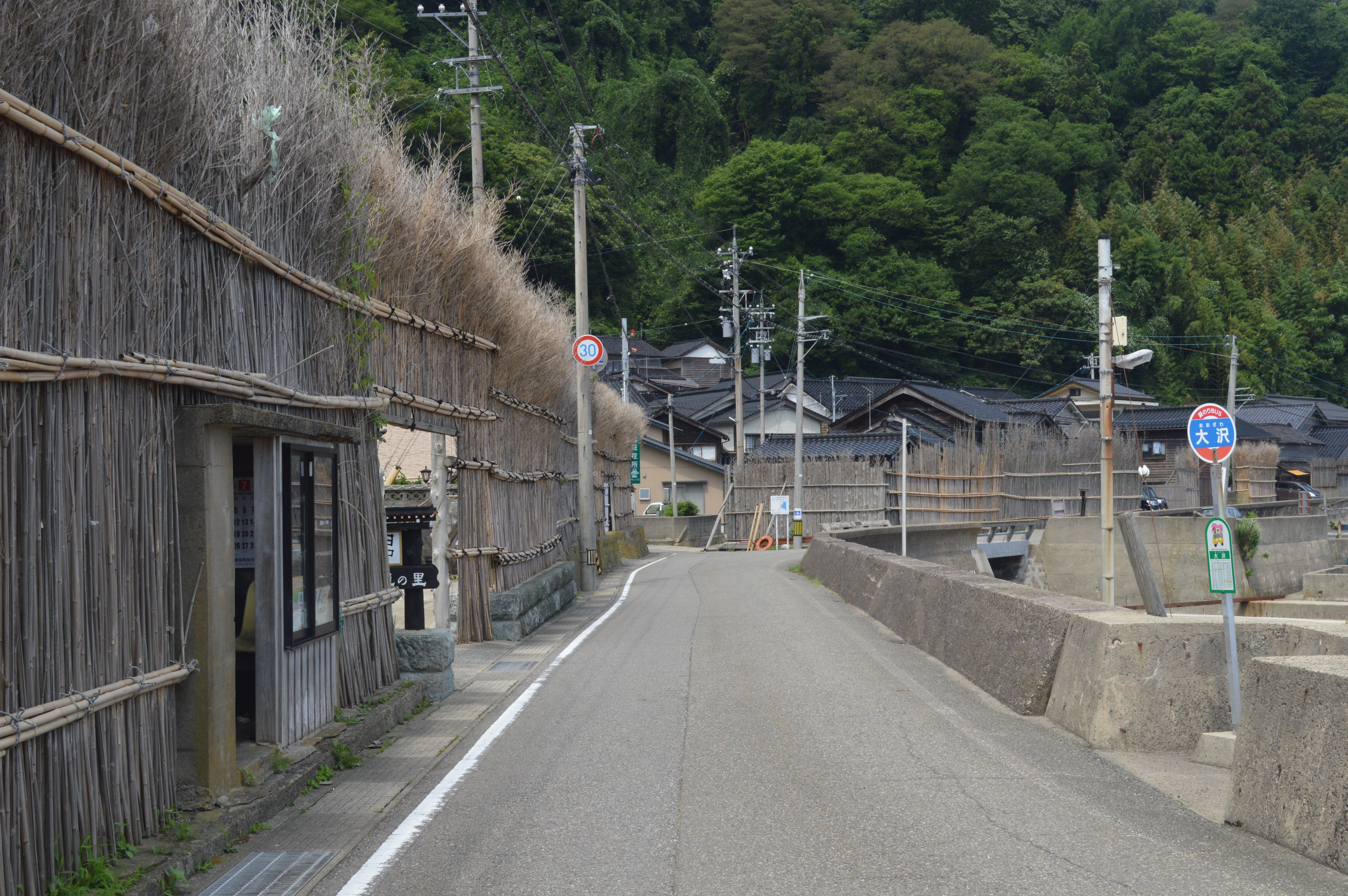
大沢の間垣の前を通過する石川県道38号

### 通過する自治体
- 輪島市

### 交差する道路
- 国道249号（輪島市釜屋谷町・漆芸美術館前交差点、起点）
- 国道249号（輪島市鳳至町・稲荷町交差点）
- 石川県道134号輪島港線（輪島市鳳至町石浦・住吉神社西交差点）
- 石川県道266号五十洲亀部田線（輪島市上山町）
- 石川県道266号五十洲亀部田線（輪島市門前町濁池）
- 国道249号（輪島市門前町浦上、終点）